# شعبة نصاب
شعبة نصاب (تسمى اختصاراً: الشعبة) هي قرية سعودية متطورة تعتبر من أقدم المناطق المأهولة في السكان في الحدود الشمالية حيث وضعت أرامكو غرفة تقوية ضخ على خط التابلاين ووضعت عليها حراس وبالتالي وضعت فيها بئراً ارتوازيا مما جعل البدو تتهافت عليها من كل صوب وذلك عام 1948 م تقع الشعبة في منطقة الحدود الشمالية بين حفر الباطن ورفحاء على خط التابلاين البترولي. وهي منطقة مشهورة لهواة الرحلات والقنص، وعدد سكانها حوالي 10000 نسمه.
وورد اسمها في قصيدة نبطية للشاعر عايد العطيشان:
طاح المطر في شعبة نصاب والريع.:. نبي لنا يا راعي الجيب مقناص
تكـفى تـراي.مـولع بالمطاليـع.:. زود على الولعة تولعت بالشاص

## الخدمات
تتوفر بالمدينة بلدية، ومركزشرطة، ودفاع مدني، ومركز صحي، ومستشفى عام، ومركز مرور، ومحكمة، وبريد سعودي، وقطاع حرس حدود، وجمعية البر الخيرية، وجمعية تحفيظ قرآن، ومكتب دعوة، ومركز إمارة، وجميع الخدمات الأخرى، من كهرباء واتصالات وتعليم وتوجد أيضاً عدة حدائق عامة ومنتزه الأمير عبد الله بن عبد العزيز بن مساعد يعتبر أكبر منتزه في الحدود الشمالية.

## القرئ والمراكز القريبه منها
- مركز سماح
- مركز نصاب
- أم رضمه
- ابوصور
- القصوريات